# Лоїк Нотте
Лоїк Нотте (фр. Loïc Nottet; нар. 10 квітня 1996) — бельгійський співак, представник Бельгії на Пісенному конкурсі Євробачення 2015 у Відні, Австрія. У фіналі співак посів четверте місце (217 балів). Переможець французької версії «Танці з зірками».